# Condado de Fluvanna
O Condado de Fluvanna é um dos 95 condados do estado americano de Virgínia. A sede do condado é Palmyra, e sua maior cidade é Palmyra. O condado possui uma área de 752 km² (dos quais 7 km² estão cobertos por água), uma população de 20 047 habitantes, e uma densidade populacional de 27 hab/km² (segundo o censo nacional de 2000). O condado foi fundado em 1777.